# Língua quechua wanka
Quechua Wanka é uma variante dialetal dentre muitas outras da língua quíchua que são, faladas na parte sul da região de peruana de Junim.
Quechua Wanka pertence ao sub-grupo Quechua, como a Língua quíchua âncache. São cerca de 300 mil os falantes de três dialetos principais: Waylla Wanka em Huancayo e províncias de Chupaca, Waycha Wanka em Concepción e Shawsha Wanka em Jauja.

## Outros nomes
Huaylla Wanca Quechua também é conhecido como Huaylla Quechua, Quechua Huanca, Quechua Wanca, Quechua Wanca. 

## Literatura
A primeira obra que apresenta um vocabulário para essa variante é o Diccionario Políglota Incaico (Colegio de Propaganda Fide del Perú - 1905). Em 1976 Rodolfo Cerrón Palomino, linguista e professor universitario, elaborou o Diccionario quechua Junín- Huanca que foi publicado pelo Ministério da Educação com prólogo de Alberto Escobar.

## Dialetos
Huanca Quechua compreende três dialetos:
- Huailla huanca, nas províncias de Huancayo e Chupaca, a antiga hanan huanca
- Huaicha huanca, na província de Concepção, a antiga hurin huanca.
- Jauja huanca na província de Jauja, o antigo hatun xauxa.[2]

## Falantes
A maioria dos falantes são adultos. São poucas as crianças que falam a língua, exceto em algumas comunidades remotas. É oficialmente reconhecido pelo governo da região de Junim.

## Escrita
Huaylla Wanca é escrita com no alfabeto latino alfabeto latino completo com as formas Ćh, Ch, Ñ, Sh. O primeiro dicionário especificamente de Huaylla Wanca Quechua foi publicado em 1976 por Rodolfo Cerrón Palomino, linguista, professor universitário e falante nativo. Existem alguns outros materiais escritos no idioma, incluindo uma tradução da Bíblia, que é usada no rádio e é ensinada em algumas escolas.

## Amostra de texto
Hermanoshay, amtam limaapaq.
Mana malkaykitachu malkaami nii.
Ni takiykitachu takiimi nii.
Maytraw kaytrawpis wanka walashmi kaa.
Português
Irmão, falo com você:
Nem mesmo sua cidade é minha cidade.
Nem mesmo sua música é minha música.
Aqui e em todos os lugares, um jovem wanka eu sou.